# Ionuț Tofan
Pas d'image ? Cliquez ici

a Compétitions nationales et continentales officielles uniquement.

b Matchs officiels uniquement.
Ionuț Răzvan Tofan, né le 8 mars 1977 à Bucarest (Roumanie), est un joueur de rugby à XV roumain. Il joue avec l'équipe de Roumanie entre 1997 et 2007, évoluant au poste de demi d'ouverture. Il mesure 1,78 m pour 72 kg.
Depuis 2022, il est le nouveau coach senior masculin du club amateur RCV (Racing Club Villeneuve-La-Comptal, Aude)

## Carrière

### En équipe de Roumanie
- 60 sélections avec la Roumanie
- 316 points marqués (12 essais, 46 pénalités, 53 transformations et 4 drops)
- 1er test match le 4 octobre 1997 contre l'équipe de Belgique

Il a disputé un match de la Coupe du monde de rugby 1999 et quatre matchs de la coupe du monde 2003. Il a marqué 13 essais et 320 points avec la sélection. (dont 23 points lors de la coupe du monde en 2003). Il a également joué un match (contre l'Écosse) lors de la Coupe du monde 2007 pendant lequel il s'est blessé gravement au bras.

## Palmarès
- Champion de Roumanie en 1999
- Coupe d'Europe des nations en 2000 et 2002
- Troisième du championnat du monde des moins de 19 ans en 1996 à Brescia